# 小行星25823
小行星25823（25823 Dentrujillo）是一颗绕太阳运转的小行星，为主小行星带小行星。该小行星于2000年2月发现。

## 轨道参数
小行星25823的轨道半长轴为473 268 741 km，3.1635611 UA，离心率为0.178。